# Gisela Stiegler
Gisela Stiegler (* 19. Februar 1970 in Suben in Oberösterreich) ist eine österreichische zeitgenössische bildende Künstlerin mit Schwerpunkt auf skulpturalen Werken aus Österreich. Sie lebt und arbeitet in Wien.

## Werk
Gisela Stiegler studierte zunächst Malerei an der Universität für angewandte Kunst Wien, bevor sie 1997 an die Gerrit Rietveld Academie in Amsterdam ging, um Fotografie zu studieren. 1999 absolvierte sie an der Akademie der bildenden Künste Wien das Diplom Malerei mit erweitertem Raum. Stieglers Werk durchlief verschiedene Träger und Materialien: Fotografie, Malerei, Skulpturen aus Styropor bzw. Spritzbeton im Außenraum oder Kunstmarmor. Stieglers Werke – auch diejenigen im sakralen Bereich bleiben fern vom Figurativen, zitieren allenfalls eine Form.

„Gisela Stiegler ... setzte sich mittels inszenierter fotografischer Schwarz-Weiß-Stillleben mit Fragestellungen um Fläche und Raum, Licht und Schatten sowie Realität und Illusion auseinander. Schließlich verselbständigten sich die gemalten geometrischen Hintergründe ihrer Fotografien und fanden als geschnitzte Polystyrolreliefs den Weg an die Wand. Zunächst ... als Bildobjekte an die Wand rückgebunden, setzte der allmähliche Einsatz von poppigen Farbkontrasten ein Nachdenken über Volumen, Körper und die Wirkung der Farben in Gang. Mit scharfen Messern und kraftvoll-konzentrierten Hieben schnitzt die Künstlerin tief in das weiche Material und schuf Objekte von berückender Lebendigkeit.“

- 2019 Pfarrkirche St. Marienkirchen bei Schärding: Neue Einrichtung der liturgischen Orte wie Volksaltar, Ambo, Leuchter, Session, Vortragekreuz, Kästchen für die Heiligen Öle, Kredenztisch und einen offenen Beichtstuhl im Ölbergraum.[2]

## Ausstellungen (Auswahl)
- 2012 Art&Funktion, Art&Antik, Hofburg, Wien; Designart, Innsbruck
- 2013 Kunstraum am Schauplatz, Parallel Vienna
- 2014 Lampenfieber, Duo, Wien; Multiple Times, Campoi Gallery, München
- 2015 Art Athina, Grauzone, Athens; MIART, Milan Art fair, Marion Friedmann Gallery
- 2016 Salzkammergut Festwochen Gmunden, Hipp Halle, Gmunden; Blind Date. Galerie Ruberl, Wien
- 2017 „Rauminhalt“, Galerie Rauminhalt, Wien
- 2018 Oswald Oberhuber und Gisela Stiegler. Galerie Rauminhalt, Wien
- 2019 Q21, Museumsquartier Wien[3]
- 2022 Toscanapark, Gmunden[4]
- 2023 Accrochage. Sepp Auer, Arnulf Rainer, K Schleinkofer, Gisela Stiegler. Galerie am Stein Monika Perzl im Stift Reichersberg[5]

## Publikationen
- Gisela Stiegler, Robert Jelinek (Hrsg.): Oswald Oberhuber. Verlag Der Konterfei, Wien 2014, ISBN 978-3-9503749-5-7.
- Oswald Oberhuber, Gisela Stiegler. Ausstellungskatalog, Text von Karin Schwarz-Hönig, Schlebrügge.Editor, Wien 2018, ISBN 978-3-903172-25-8.